# Ločica ob Savinji
Ločica ob Savinji – wieś w Słowenii, w gminie Polzela. 1 stycznia 2017 liczyła 949 mieszkańców.